# Dinastía (serie de televisión de 2017)
Dinastía (título original: Dynasty) es una serie de televisión estadounidense basada en la serie del mismo nombre transmitida por ABC entre 1981 y 1989. Fue creada  por Josh Schwartz, Stephanie Savage y Sallie Patrick. 
La primera temporada está protagonizada por Elizabeth Gillies como Fallon Carrington, Grant Show como su padre Blake Carrington, Nathalie Kelley como la nueva esposa de Blake, Cristal, una ejecutiva de relaciones públicas venezolana, con un pasado turbio y James Mackay como su hijo Steven, con Robert Christopher Riley como el chofer Michael Culhane, Sam Adegoke como el multimillonario tecnológico Jeff Colby, Rafael de la Fuente como Sam «Sammy Jo» Jones, el sobrino de Cristal y el interés amoroso de Steven, y Alan Dale como Joseph Anders, el mayordomo de Carrington. Más tarde, la serie presentó a Alexis Carrington (Nicollette Sheridan / Elaine Hendrix), la exesposa de Blake y Jeff y la madre de Adam, Steven, Fallon y Amanda; la hija de Anders, Kirby (Maddison Brown); la tercera esposa de Blake, Cristal Flores (Ana Brenda Contreras / Daniella Alonso); Adam Carrington (Sam Underwood), el hijo desaparecido de Blake y Alexis; la media hermana de Blake y la madre de Jeff y Monica, Dominique Deveraux (Michael Michele); el esposo de Fallon, Liam Ridley (Adam Huber); y la hija secreta de Alexis de Blake, Amanda Carrington (Eliza Bennett).
El piloto fue anunciado en septiembre de 2016 y fue ordenada como una serie el 10 de mayo de 2017. Se estrenó el 11 de octubre de 2017 en The CW. El 2 de abril de 2018, The CW renovó la serie para una segunda temporada, que se estrenó el 12 de octubre de 2018. El 31 de enero de 2019, The CW renovó la serie para una tercera temporada, que se estrenó el 11 de octubre de 2019. El 7 de enero de 2020, The CW renovó la serie para una cuarta temporada, que se estrenó el 7 de mayo de 2021. La producción de la cuarta temporada comenzó oficialmente el 15 de octubre de 2020, y se anunció que todas las series de The CW tendrían su recuento normal de episodios para la temporada posterior al COVID-19. El 3 de febrero de 2021, la serie fue renovada para una quinta temporada. En mayo de 2022, la serie fue cancelada tras cinco temporadas.

## Argumento
Dinastía comienza con Fallon Carrington disgustada por el compromiso entre su multimillonario padre Blake con Cristal Flores, una ejecutiva venezolana de la empresa familiar. Cuando sus planes para separar a la pareja fracasan y le cuestan un ascenso en la compañía, se alía con el exagente y exempleado de Blake, Jeff Colby, para fundar su propia compañía. Mientras tanto, la llegada del sobrino de Cristal de Venezuela, Sammy Jo, quien se involucra sentimentalmente con el hermano de Fallon, Steven, amenaza con exponer detalles de su pasado. Los Carrington forman un frente unido a raíz de la muerte sospechosa del antiguo amante de Cristal, Matthew Blaisdel, pero pronto surgen conflictos con su viuda Claudia Blaisdel. Más tarde, más Carringtons regresan a Atlanta con sus propias agendas, incluida la exesposa de Blake, Alexis, la madre de Fallon y Steven; Adam, el hijo desaparecido de Blake y Alexis; y Dominique, la media hermana de Blake y la madre de Jeff, Monica y Vanessa.
El reinicio actualiza varios elementos del original de la década de 1980, incluido el traslado de la configuración de Denver, Colorado a Atlanta, Georgia; hacer de la homosexualidad de Steven un problema para Blake; y cambiar al buscador de oro Sammy Jo de mujer a hombre gay. Además, en la nueva serie, tanto la nueva esposa de Blake como su sobrino son hispanos, y tanto el chofer Michael Culhane como la familia Colby son afroamericanos.

## Elenco y personajes

### Principales
- Elizabeth Gillies como Fallon Carrington, hija mayor de Blake y Alexis Carrington. Es una ejecutiva de energía y heredera de una fortuna energética de Atlanta.
- Nathalie Kelley como Celia Machado / Cristal Flores Carrington (temporada 1),[12] la nueva madrastra de Fallon, una mujer con un pasado turbio.
- James Mackay como Steven Carrington (principal, temporada 1; recurrente, temporada 2, invitado, temporada 5), el medio hermano ambientalista gay de Fallon, que es el mayor y más sensato de los dos.
- Robert Christopher Riley como Michael Culhane, el chófer de la casa Carrington y ex amante intermitente de Fallon.
- Sam Adegoke como Jeff Colby, un joven rival empresarial de Blake; finalmente reveló ser su sobrino.
- Rafael de la Fuente como Samuel Josiah «Sammy Jo» Jones, el sobrino descarriado de Cristal y el exmarido de Steven.
- Alan Dale como Joseph Anders (temporadas 1–4), el mayordomo de Blake Carrington y el padre biológico de Kirby y Steven.[13]
- Grant Show como Blake Carrington, CEO multimillonario de Carrington Atlantic, casado con Cristal, y padre de Adam, Steven y Fallon por su primera esposa Alexis.
- Nicollette Sheridan (recurrente temporada 1; principal temporada 2),[14] Elizabeth Gillies (invitada temporada 2),[15] y Elaine Hendrix (temporada 3-5)[16] como Alexis Carrington Colby, la exesposa de Blake y Jeff y la madre de Adam, Steven, Fallon y Amanda.
- Ana Brenda Contreras (principal temporada 2)[17] y Daniella Alonso (temporada 3-5) (invitada temporada 5)[18] como Cristal Flores Carrington, una mujer que conocía a Celia y le permitió usar su nombre como alias, y que luego se convierte en la tercera esposa de Blake. / Rita. Amante y cómplice de Beto.
- Maddison Brown como Kirby Anders (temporada 2–5), la hija de Joseph,[19] y la media hermana biológica de Steven.[13]
- Sam Underwood como Adam Carrington / Dr. Mike Harrison (temporadas 2–5), el hijo mayor de Blake y Alexis, que fue secuestrado cuando era un bebé.
- Adam Huber como Liam Ridley (recurrente, temporadas 1–2; principal, temporada 3-5),[20] un escritor que se casa con Fallon y cuyo nombre real es Jack Lowden.
- Michael Michele como Dominique Deveraux (recurrente, temporada 2; principal, temporada 3-5),[20] la media hermana de Blake y la madre de Jeff, Vanessa y Monica.
- Eliza Bennett como Amanda Carrington (recurrente, temporada 4; principal, temporada 5), la hija secreta de Alexis, una abogada criada en Londres.

### Recurrentes
- Nick Wechsler como Matthew Blaisdel (temporada 1). Amante de Celia Machado / Cristal y esposo de Claudia.
- Brianna Brown como Claudia Blaisdel (temporadas 1-2). Viuda de Matthew Blaisdel.
- Wakeema Hollis como Monica Colby (temporadas 1-2). Hermana de Jeff y Vanessa.
- Dave Maldonado como Willy Santiago (temporada 1).
- Michael Beach como Aaron Stansfield (temporada 1).
- Elena Tovar como Iris Machado (temporada 1). Hermana de Celia / Cristal.
- KJ Smith como Kori Rucks (temporada 1).
- Michael Patrick Lane como Ted Dinard (temporada 1).
- Arnetia Walker como Louella Culhane. Madre de Michael.
- Darryl Booker como James Culhane (temporada 1). Padre de Michael.
- Luis Fernández como Alejandro Raya (temporada 1). Padrastro de Sam y exesposo de Iris.
- Bill Smitrovich como Thomas Carrington (temporada 1).
- Hakeem Kae-Kazim como Cesil Colby. Padre de Jeff y Monica y exesposo de Dominique.
- J. R. Cacia como Rick Morales (temporada 1).
- Elizabeth Youman como Evie Culhane. Hermana de Michael.
- Natalie Karp como Sra Gunnerson. Ama de llaves de la casa Carrington.
- Brent Antonello como Hank Sullivan.
- Sharon Lawrence como Laura Van Kirk (temporadas 2–3). Madre de Liam Ridley.
- Katherine LaNasa como Ada Stone (temporada 2). Exjefa de Michael y Jeff.
- Taylor Black como Ashley Cunningham (temporadas 2–3).
- Chase Anderson como Tony (temporadas 2–3). Jardinero de la casa Carrington.
- Geovani Gopradi como Beto Flores. Hermano de Cristal.
- Damon Dayoub como Mark Jennings. Exesposo de Cristal.

## Episodios
| Temporada | Temporada | Episodios | Episodios | Emisión original        | Emisión original         | Posición | Audiencia promedio (en millones) |
| Temporada | Temporada | Episodios | Episodios | Primera emisión         | Última emisión           | Posición | Audiencia promedio (en millones) |
| --------- | --------- | --------- | --------- | ----------------------- | ------------------------ | -------- | -------------------------------- |
|           | 1         | 22        | 22        | 11 de octubre de 2017   | 11 de mayo de 2018       | 145      | 1,00                             |
|           | 2         | 22        | 22        | 12 de octubre de 2018   | 24 de mayo de 2019       | 141      | 0,80                             |
|           | 3         | 20        | 20        | 11 de octubre de 2019   | 8 de mayo de 2020        | 133      | 0,59                             |
|           | 4         | 22        | 22        | 7 de mayo de 2021       | 1 de octubre de 2021     | —        | —                                |
|           | 5         | 22        | 22        | 20 de diciembre de 2021 | 16 de septiembre de 2022 | —        | —                                |

## Producción

### Desarrollo
El 30 de septiembre de 2016 se anunció que The CW estaba desarrollando el reinicio de Dinastía, coescrito por Josh Schwartz, Stephanie Savage y Sallie Patrick. Savage dijo: "Todos hemos trabajado en programas que tienen una gran deuda con Dynasty, por lo que está en nuestro ADN de escritura hacer este programa". El trío discutió lo que encontraron único y atractivo de la serie original, y cuál es la mejor forma de preservar esos elementos en una actualización. También se reunieron con Richard y Esther Shapiro, los creadores de Dynasty, que finalmente se unieron como productores. Schwartz dijo: "Definitivamente estamos viviendo en una era de dinastías. Ya sean los Trump o los Clinton o los Kardashian o los Murdoch, nuestras noticias están llenas de los mundos de las dinastías familiares y eso fue emocionante para nosotros". Savage agregó: "Cuando nos sentamos por primera vez con los Shapiro para hablar sobre reiniciar el programa, hablaron mucho sobre la familia. No importa las cosas malvadas que hicieron, nunca dejaron de amarse. Creo que tomamos ese concepto central y luego simplemente habló sobre cómo ubicar la idea en el contexto histórico de nuestros días". Patrick señaló que la serie de la década de 1980 era progresista para su época, y trataba temas como la raza, las mujeres en el lugar de trabajo y la aceptación de los homosexuales. Ella dijo: "Estamos tratando de averiguar cómo respetamos lo que estaba haciendo ese programa en ese momento y empujarlo aún más en nuestra versión". De la Fuente dijo: "Estamos tratando de hacer que se mantenga en su poseer y ser lo suyo. Pero tenemos que rendir homenaje a las cosas originales y clásicas que la gente recuerda de Dynasty, como la moda, las peleas de gatos y la opulencia de todo esto, está por supuesto en nuestro programa. De lo contrario, no sería Dynasty". Patrick dijo: "Realmente disfrutamos mirando hacia atrás a través de las series antiguas y encontrando momentos dramáticos impulsados por los personajes que presentaron, pero luego haciéndolos nuestros y modernizándolos. Pero al mismo tiempo, puedes no reinicio sin hacerlo tuyo, y creo que a lo largo de la temporada, especialmente hacia el final del año, comenzamos a soltar un poco más, y aunque hay muchos huevos de Pascua para los espectadores originales...y hay puntos de la trama que hemos cambiado de nombre...pero tratamos de no atarnos demasiado al viejo programa, porque a veces ese ancla puede atar el espectáculo".
La nueva serie encuentra a la heredera Fallon Carrington enfrentándose a su futura madrastra Cristal, una mujer hispana. Patrick dijo: "Para mí, como mujer trabajadora, era importante tener dos mujeres peleando por el futuro de la dinastía".
Patrick dijo: "Sabíamos en nuestra versión de 2017, que queríamos que el conflicto de Steven con Blake no se tratara de que él sea gay, sino de que sea liberal". Savage señaló: "Con Steven Carrington afuera y orgulloso, tiene sentido para que Sammy Jo sea un hombre". Patrick dijo en agosto de 2017 que la primera esposa de Blake, Alexis, sería presentada durante la primera temporada, pero que el papel aún no se había elegido. Ella señaló: "Sabíamos que Alexis vendría antes de que comenzáramos a filmar el piloto, lo que nos permitió allanar el camino para ella...a lo largo de la temporada, escuchamos los recuerdos de Blake, Steven y Fallon sobre la mujer que abandonó a su familia. Entonces, para cuando ella realmente ingrese a la serie, hemos establecido expectativas sobre su personaje, que Alexis felizmente romperá". El papel fue elegido con Nicollette Sheridan en noviembre de 2017, y ella apareció por primera vez en el episodio 16 en marzo de 2018.
El escenario también se trasladó de Denver a Atlanta, en parte debido a la diversidad de Atlanta. Schwartz llamó a la ciudad "una ubicación realista de esta familia en la que basarse", y señaló que los Shapiro habían elegido arbitrariamente a Denver para la serie original y no estaban vinculados creativamente a ella. Patrick dijo sobre el cambio, "Denver fue elegida obviamente por algunas razones sólidas en ese momento, siendo una de las capitales del petróleo...Para nosotros, Denver no tenía la vitalidad y el conflicto que necesitábamos". Ella dijo que Atlanta es "una población súper diversa y una gran mezcla, donde hay un conflicto entre el dinero viejo y el dinero nuevo". Kelley dijo: "Esta versión moderna representa una imagen más actual de lo que está sucediendo en Estados Unidos. La diversidad del elenco realmente representa eso". En la actualización, el chofer Michael Culhane y la familia Colby son afroamericanos. Además, los orígenes venezolanos de Cristal permitirán al programa explorar la geopolítica actual de ese país.
Patrick dijo que el episodio siete, «A Taste of Your Own Medicine», "trae a la cabeza tantas de las historias que hemos estado construyendo lentamente. Encaja perfectamente en el tono del programa". Ella agregó:

Nos encantó la Dinastía original: el campamento y los grandes y sorprendentes giros jabonosos. También sentimos muy fuertemente que necesitábamos ganarlos. Habría sido difícil salir de la puerta con un episodio como este. Tienes que estar con los personajes el tiempo suficiente para empezar a preocuparte por ellos. Estamos acelerando el avance loco.

Los títulos de los episodios son líneas de diálogo de la serie original. Además de los personajes reelaborados y las tramas, el reinicio contiene múltiples homenajes visuales a la serie de la década de 1980, incluidos accesorios y vestuario.

### Casting

#### Temporada 1
En 30 de enero de 2017, se anunció que Nathalie Kelley había sido elegida para interpretar a Cristal. El 10 de febrero, se anunció que Elizabeth Gillies interpretaría a Fallon, el 14, que Sam Adegoke interpretaría al playboy Jeff Colby, y el 24 que Robert Christopher Riley interpretaría a Michael Culhane. El 2 de marzo, se anunció que Grant Show sería Blake Carrington, el padre de Fallon y Steven. y el 8 de ese mes, que Rafael de la Fuente interpretaría a Sammy Jo, una versión gay de Sammy Jo Carrington. Otros miembros del reparto son James Mackay como Steven Carrington;[cita requerida] Alan Dale como el mayordomo de los Carrington, Joseph Anders, y Brianna Brown como Claudia Blaisdel.

#### Temporada 2
El 15 de mayo de 2018, se anunció que Nicollette Sheridan había sido promovida al elenco principal. El 21 junio, se anunció que Nathalie Kelley no volvería para la segunda temporada. El 6 de agosto, se anunció que Ana Brenda Contreras interpretaría  a la "verdadera" Cristal Flores. y el 14 que Maddison Brown se había unido al elenco principal para interpretar a Kirby Anders. El 24 de septiembre, se anunció que Michael Masini formaría parte del elenco recurrente.
El 25 de febrero de 2019, se anunció que Sheridan dejaría de la serie para enfocarse en asuntos personales y, su rol de Alexis probablemente sería interpretada por otra actriz en la tercera temporada.

#### Temporada 3
El 29 de julio de 2019, se anunció que Ana Brenda Contreras no volvería para la tercera temporada debido a problemas personales, y que en su reemplazo asumiría la actriz Daniella Alonso. Sam Underwood, Michael Michele y Adam Huber fueron promovidos al elenco principal.
El 28 de octubre de 2019, se anunció que Elaine Hendrix se uniría al elenco de la serie como la nueva Alexis Carrington, luego de la salida de Nicollette Sheridan y de que ésta fuera reemplazada temporalmente por Elizabeth Gillies.

### Música
El piloto incluye un flashback de un joven Steven tocando el tema original de Dynasty de Bill Conti en el piano. Una versión actualizada de 15 segundos debutó como una secuencia de créditos de apertura en el tercer episodio con temática de la década de 1980, «Guilt Is For Insecure People», pero solo se usa en algunos episodios. El compositor Paul Leonard-Morgan trabajó con Troy Nõka para conseguir "un ambiente de rock de los 80" para la canción, que coincidiera con la banda sonora de Leonard-Morgan para la serie. El nuevo tema fue grabado con una orquesta en Capitol Records en Hollywood, con el trompetista principal de la Orquesta Filarmónica de Los Ángeles, Tom Hooten.
En el estreno de la segunda temporada, «Twenty-Three Skidoo», Gillies canta una versión de 1920 de «Bizarre Love Triangle» de New Order. En el episodio de la tercera temporada «Something Desperate», Fallon alucina cuatro números musicales, cantados por Gillies, Underwood, Show, Alonso y De la Fuente. En el episodio «The Birthday Party» de la cuarta temporada, Gillies canta su versión de «Drops of Jupiter» de Train; posteriormente canto «Drivers License» de Olivia Rodrigo en el episodio «A Public Forum for Her Lies» de la misma temporada.

## Lanzamiento
El piloto fue filmado en la ciudad de Atlanta. El 10 de mayo de 2017, el reinicio de Dynasty recibió un pedido de serie en The CW. El tráiler fue estrenado el 18 de mayo de 2017. Dinastía se estrenó en Estados Unidos el 11 de octubre de 2017 por The CW, después del estreno de la segunda temporada de Riverdale. El 8 de noviembre de 2017, The CW retomó la serie para una temporada completa de 22 episodios. El casting de Sheridan fue un factor clave en la decisión de darle a Dynasty un orden de nueve episodios después de los primeros 13. La serie se trasladó a los viernes a partir del decimocuarto episodio. El 2 de abril de 2018, The CW renovó la serie para una segunda temporada, que se estrenó el 12 de octubre de 2018. Dynasty se renovó para una tercera temporada el 31 de enero de 2019, que se estrenó el 11 de octubre de 2019. En mayo de 2019, Deadline Hollywood informó que el coproductor ejecutivo Josh Reims sucedería a Sallie Patrick como productor ejecutivo y showrunner para la tercera temporada. El 7 de enero de 2020, Dynasty se renovó para una cuarta temporada que se estrenó el 7 de mayo de 2021.
La producción de Dynasty se suspendió en marzo de 2020 como resultado directo de la pandemia de COVID-19. El rodaje de sólo veinte de los veintidós episodios ordenados de la tercera temporada se había completado en ese momento. Gillies dijo: "Entonces, no hay un final en este momento, y no hay un episodio antes del final. Así que termina en un lugar muy extraño...No sé si retomaremos el final más tarde, no estoy seguro de cuál es el plan. Ciertamente no debería terminar en el episodio que terminamos, porque es realmente aleatorio y no se ha resuelto nada. Pido disculpas si lo hace". Más tarde se confirmó que el vigésimo episodio de la temporada, «My Hangover's Arrived», serviría como final de temporada, aunque no se ha anunciado si los dos episodios restantes de la temporada se producirán más tarde. Se informó que si la producción se reanudaba a fines del otoño de 2020, se esperaría que la cuarta temporada se estrenara en la primavera de 2021 o más tarde, y el presidente de The CW, Mark Pedowitz, anunció que todas las series de la cadena producirían "nuestros recuentos episódicos normales" para la temporada posterior a la pandemia. La producción de la cuarta temporada comenzó oficialmente el 15 de octubre de 2020. El 3 de febrero de 2021, antes del estreno de su cuarta temporada, The CW renovó la serie por una quinta temporada. El 12 de mayo de 2022, la serie fue cancelada tras cinco temporadas.

### Distribución internacional
Netflix adquirió los derechos exclusivos de transmisión internacional, por lo que estuvo disponible como una serie original en la plataforma menos de un día después de su emisión original en los Estados Unidos. En las temporadas uno y dos. A diferencia de temporadas anteriores, la tercera temporada completa se lanzó a nivel mundial en Netflix el 23 de mayo de 2020, unas semanas después del final de temporada.
Les Moonves, el entonces director de CBS Corporation, dijo en 2017: "Somos dueños del 100 % de Dinastía y ya lo hemos licenciado para Netflix en 188 países... Esto significa que Dinastía es rentable incluso antes de haber sido puesta al aire". Pedowitz dijo en enero de 2018: "Estoy decepcionado con las calificaciones, quería que hiciera más, pero estoy contento con los valores de producción que están haciendo Josh, Steph y Sallie. Hay cambios en camino, estoy encantada de tener a Nicollette [Sheridan]...Estoy deseando que Nicollette y Liz [Gillies] realmente lo hagan como una situación de madre e hija, y creo que eso agregará algo de jugo al espectáculo."

### Home media
| Nombre del DVD        | Epi.# | Fecha de lanzamiento     |
| --------------------- | ----- | ------------------------ |
| Dynasty: Season One   | 22    | 25 de septiembre de 2018 |
| Dynasty: Season Two   | 22    | 13 de diciembre de 2019  |
| Dynasty: Season Three | 20    | 27 de octubre de 2020    |

## Recepción

### Audiencia
| Temporada | Horario (ET)                                                      | Episodios | Primera emisión         | Primera emisión      | Última emisión           | Última emisión       | Ranking | Prom. de espectadores (millones) | Adultos de 18–49 años (promedio) |
| Temporada | Horario (ET)                                                      | Episodios | Fecha                   | Audiencia (millones) | Fecha                    | Audiencia (millones) | Ranking | Prom. de espectadores (millones) | Adultos de 18–49 años (promedio) |
| --------- | ----------------------------------------------------------------- | --------- | ----------------------- | -------------------- | ------------------------ | -------------------- | ------- | -------------------------------- | -------------------------------- |
| 1         | Miércoles 9:00 p. m. (1–13) Viernes 8:00 p. m. (14–22)            | 22        | 11 de octubre de 2017   | 1.26                 | 11 de mayo de 2018       | 0.56                 | 145     | 1.00                             | 0.3                              |
| 2         | Viernes 8:00 p. m.                                                | 22        | 12 de octubre de 2018   | 0.64                 | 24 de mayo de 2019       | 0.53                 | 141     | 0.80                             | 0.2                              |
| 3         | Viernes 9:00 p. m.                                                | 20        | 11 de octubre de 2019   | 0.45                 | 8 de mayo de 2020        | 0.37                 | 133     | 0.59                             | 0.2                              |
| 4         | Viernes 9:00 p. m. (1–19, 21–22) Viernes 8:00 p. m. (20)          | 22        | 7 de mayo de 2021       | 0.24                 | 1 de octubre de 2021     | 0.22                 | —       | —                                | —                                |
| 5         | Lunes 8:00 p. m. (1) Lunes 9:00 p. m. (2) Viernes 9:00 p. m. (3–) | —         | 20 de diciembre de 2021 | 0,38                 | 16 de septiembre de 2022 | —                    | —       | —                                | —                                |

### Respuesta crítica
El sitio web del agregador de reseñas, Rotten Tomatoes informó una calificación de aprobación del 49% con una calificación promedio de 6.54/10 basada en 47 reseñas. El consenso del sitio web dice: "El renacimiento de Dynasty conserva lo suficiente del atractivo exagerado de su predecesor para ofrecer un placer culposo glamoroso en su primera temporada, incluso si nunca recupera la magia del original". Metacritic, que usa un promedio ponderado, asignado una puntuación de 52 sobre 100 sobre la base de 17 críticas, lo que indica "críticas mixtas o promedio".
Chris Harnick de E! Online calificó al piloto de "melodrama y diversión", y agregó que la serie es "un digno heredero del programa original y de la oferta anterior de Josh Schwartz y Stephanie Savage, Gossip Girl y The O.C". Adweek llamó al piloto inferior a Gossip Girl y Dynasty original, pero sugirió que su emparejamiento con Riverdale "podría proporcionar al público una doble función de placer culposo". Tierney Bricker de E! Online apodó a Kelley "la estrella emergente de esta temporada", con Gillies "pisándole los talones Louboutin".

### Premios y nominaciones
| Año  | Premio                 | Categoría                            | Nominado(s) | Resultados | Ref.            |
| ---- | ---------------------- | ------------------------------------ | ----------- | ---------- | --------------- |
| 2018 | Dorian Awards          | Programa de televisión Campy del año | Dynasty     | Nominada   | [ 106 ]         |
| 2018 | People's Choice Awards | Espectáculo de avivamiento de 2018   | Dynasty     | Ganadora   | [ 107 ] [ 108 ] |
| 2019 | Teen Choice Awards     | Mejor actor de drama televisivo      | Adam Huber  | Nominado   | [ 109 ] [ 110 ] |